# Огоуе Маритим
Огоуе-Маритим (на френски: Ogooué-Maritime) е една от деветте провинции в Габон. Покрива площ от 22 890 km². Общински център на провинцията е Порт Жантил. Населението е 154 986 жители (по преброяване от октомври 2013 г.).
На запад Огоуе-Маритим достига бреговете на Атлантическия океан, включително Гвинейския залив на север. На суша граничи със следните провинции:
- Естуар – на север
- Моаян Огоуе – на североизток
- Нгуние – на изток
- Нянга – на югоизток

## Департаменти
Провинция Огоуе-Маритим е разделена на 3 департамента (окръжните градове са посочени в скоби):
- Бендже (Порт Жантил)
- Етимбуе (Омбуе)
- Ндугу (Гамба)